# Petite ceinture (Brüsszel)

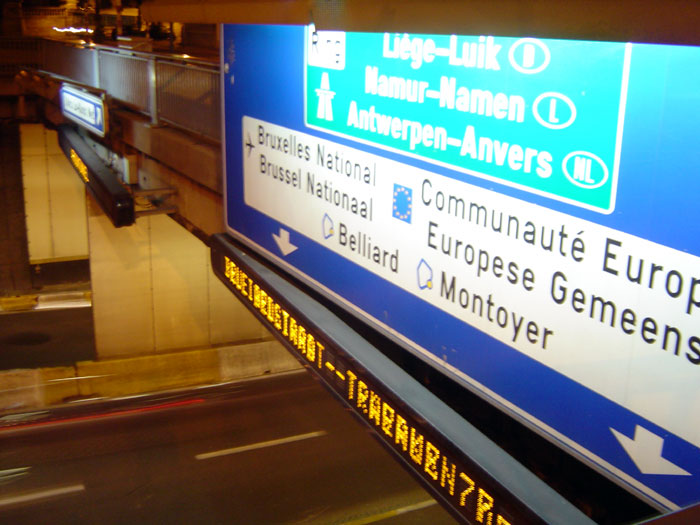
Útjelzőtábla a Petite Ceinture-ön

A Petite ceinture (franciául) vagy Kleine Ring (hollandul) Brüsszel legbelső, a történelmi belvárosát körülvevő körútja mely több helyen városi autóútként funkcionál. A fő kereszteződéseknél alagutak segítik a forgalom haladását. Brüsszel második, 14. századi városfalára épült.
A körülbelül 8 km hosszú körút ötszög alakú, innen a belváros közismert neve Pentagone.

## Ring 20
Belgiumban a körgyűrűket ringnek nevezik, legyen az autópálya-körgyűrű vagy városi körút.
Brüsszelnek három ringje van:
- az R0, a Brüsszel fővárosi régiót körülölelő autópálya. Legtöbbször ezt hívják Ringnek a köznyelvben.
- az R21, a középső körgyűrű, mely városi útként funkcionál elválasztva a belső kerületeket a külső, kertvárosi jellegű városrészektől. Franciául Grande ceinture, hollandul Grote-Ring. Hogy ne lehessen összekeverni az R0-val, Moyenne ceinture-nek vagy Middenringnek is szokták nevezni.
- az R20, mely magába foglalja a Petite ceinture-t, valamint sugárirányban folytatódik tovább a boulevard Léopold II-n és az avenue Charles-Quint-on az R0-ig.

Az R21 2x2 és 2x3 sávos szakaszokat is magába foglal. Több szakaszon is autóút besorolása van, de a maximum megengedett sebesség 50 km/h-nál nem több.

## A Petite ceinture útszakaszai
- A – Boulevard Léopold II / Leopold II-laan
- B – Boulevard Baudouin / Boudewijnlaan
- C – Boulevard d’Anvers / Antwerpselaan
- D – Avenue du Boulevard / Boulevardlaan
- E – Boulevard du Jardin Botanique / Kruidtuinlaan
- F – Avenue Galilée / Galiléelaan
- G – Boulevard Bisschoffsheim / Bisschoffsheimlaan
- H – Avenue de l’Astronomie / Sterrenkundelaan
- I – Boulevard du Régent / Regentlaan
- J – Avenue des Arts / Kunstlaan
- K – Avenue Marnix / Marnixlaan
- L – Boulevard de Waterloo / Waterloolaan
- M – Avenue de la Toison d’Or / Gulden-Vlieslaan
- N – Avenue Henri Jaspar / Henri Jasparlaan
- O – Avenue de la Porte de Hal / Hallepoortlaan
- P – Boulevard du Midi / Zuidlaan
- Q – Boulevard Poincaré / Poincarélaan
- R – Boulevard de l’Abattoir / Slachthuislaan
- S – Boulevard Barthélémy / Barthélémylaan
- T – Boulevard de Nieuport / Nieuwpoortlaan
- U – Boulevard du 9e de Ligne / 9de Linielaan

Az útszakaszok külső és belső felének különböző nevük van. A francia elnevezésekben a körutak külső oldalát avenue-nek hívják, míg a belsőt boulevard-nak. A holland elnevezésekben csak a laan kifejezés szerepel.

## Fordítás
- Ez a szócikk részben vagy egészben a Petite ceinture (Bruxelles) című francia Wikipédia-szócikk ezen változatának fordításán alapul.  Az eredeti cikk szerkesztőit annak laptörténete sorolja fel. Ez a jelzés csupán a megfogalmazás eredetét és a szerzői jogokat jelzi, nem szolgál a cikkben szereplő információk forrásmegjelöléseként.
- Ez a szócikk részben vagy egészben a R20 (België) című holland Wikipédia-szócikk ezen változatának fordításán alapul.  Az eredeti cikk szerkesztőit annak laptörténete sorolja fel. Ez a jelzés csupán a megfogalmazás eredetét és a szerzői jogokat jelzi, nem szolgál a cikkben szereplő információk forrásmegjelöléseként.